# هفت‌هر
هَفت‌هَر، روستایی است از توابع بخش ندوشن  در شهرستان میبد استان یزد ایران.
این روستای تاریخی در مسیر جاده تاریخی ندوشن ورزنه (اصفهان) واقع شده است.

## جمعیت
این روستا در بخش ندوشن قرار داشته و بر اساس سرشماری سال ۱۳۸۵ جمعیت آن (۱۰۷خانوار) ۲۸۸نفر

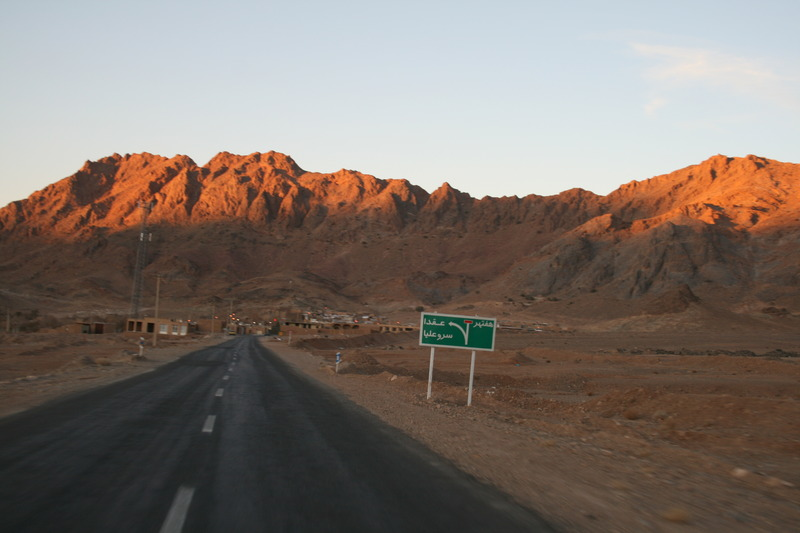
محل قرارگیری هفت‌هر در دل کوه

بوده‌است.

## نقشه ماهواره‌ای
- روستای هفت هر